# Fred the Undercover Kitty
Fred the Undercover Kitty (geboren im Mai 2005 in Brooklyn, New York City; gestorben am 10. August 2006 in Queens, New York City) war eine US-amerikanische Hauskatze, die durch ihren Einsatz für das New York Police Department und den District Attorney von Brooklyn bekannt wurde. Ihre Tätigkeit führte zur Verhaftung eines nicht zugelassenen Tierarztes.

## Leben
Fred wurde im Mai 2005 in Brooklyn geboren. September 2005 wurde er zusammen mit seinem Bruder George von der Animal Care & Control von New York City gerettet. Er litt unter Lungenentzündung und hatte einen kollabierten Lungenflügel. Carol Moran, stellvertretende District Attorney von Brooklyn, adoptierte ihn im Rahmen einer Notunterbringung, die von Animal Care & Control organisiert wurde. Sie kümmerte sich um die Katze und pflegte sie gesund. Die beiden Katzen wurden nach Fred und George Weasley aus der Harry-Potter-Romanreihe von J.K. Rowling benannt.
Im Februar 2006 wurde Fred vom Büro des Brooklyn District Attorney als „Undercover Secret Agent“ gelistet. Er war Teil einer Ermittlung gegen einen nicht zugelassenen Tierarzt in Brooklyn, der seine Dienste ohne Lizenz oder die nötige Ausbildung anbot. Als „Frauchen“ gab sich die Zivilpolizistin Stephanie Green-Jones aus. Fred wurde am 3. Februar 2006 als Köder in einer Undercover-Operation eingesetzt, die schließlich zur Festnahme des falschen Tierarztes führte. Im Mai 2007 wurde der Tierarzt unter anderem des Betruges und der Tierquälerei angeklagt. Er erklärte sich für schuldig und wurde zu einer Bewährungsstrafe sowie einer stationären psychiatrischen Behandlung verurteilt.
Im Mai 2006 wurde Fred mit dem Law Enforcement Appreciation Award ausgezeichnet. Einen Monat später wurde er bei der Benefiz-Show Broadway Barks 8! im Shubert Alley auf dem Broadway geehrt. Als Moderatoren führten Mary Tyler Moore und Bernadette Peters durch den Abend. Im Rahmen der Show wurde Fred mit dem Mayor’s Alliance Award ausgezeichnet, der an bemerkenswerte Tiere vergeben wird.
Anschließend sollte Fred als Therapietier ausgebildet werden. Zudem erhielten Fred und seine Besitzer Angebote für Werbespots. Dazu kam es jedoch nicht, da Fred am 10. August 2006 in Queens von einem Auto erfasst und getötet wurde.